# WinMX
WinMX (Windows Music Exchange) fou un programa gratuït per compartir fitxers entre iguals creat l'any 2000 per Kevin Hearn (president de Frontcode Technologies) a Windsor, Ontario ( Canadà). Segons un estudi, va ser la font número u de música en línia el 2005 amb uns 2,1 milions d'usuaris. La mateixa Frontcode Technologies va abandonar el desenvolupament de WinMX el setembre de 2005, però els desenvolupadors van tornar a posar en funcionament el servei en pocs dies publicant pegats. WinMX continua sent utilitzat per una comunitat d'entusiastes.
Kevin Hearn va publicar Tixati el 2009 i Fopnu el 2017. Fopnu és un client i una xarxa amb algunes similituds amb WinMX. El 2021, va llançar DarkMX, un client per compartir fitxers sense servidor amb funcions integrades per preservar la privadesa i un client Tor integrat, així com la capacitat d'allotjar un fitxer compartit .onion accessible a través del navegador Tor.

## Història

### Inicis
WinMX va començar la seva vida com un client OpenNap capaç de connectar-se a diversos servidors simultàniament.
Frontcode Technologies va crear més tard un protocol propietari, anomenat WinMX Peer Network Protocol (UPnP), que es va utilitzar a partir de WinMX 2 el maig de 2001. Frontcode Technologies havia operat diversos servidors de memòria cau d'iguals per ajudar al funcionament de la xarxa WPNP.
Les descàrregues de cançons populars podien ser molt ràpides, ja que l'usuari podia executar una "descàrrega multipunt" que descarregava simultàniament el mateix fitxer en petits fragments de diversos usuaris. El programa WinMX contenia algunes funcions integrades com ara el monitoratge de l'amplada de banda, els missatges curts i l'allotjament de sales de xat, i funciona com a client d'OpenNap. Els usuaris podien negociar un intercanvi dels seus fitxers amb l'ajuda del sistema de missatges curts o del xat. Després que comencessin les transferències, cadascun tenia l'opció de seleccionar l'amplada de banda per a l'altre per assegurar-se que ambdues transferències acabin més o menys alhora.

### Tancament de Frontcode Technologies
El 13 de setembre de 2005, Frontcode Technologies va rebre una carta de cessament i desistiment de la Recording Industry Association of America exigint que implementessin filtres per impossibilitar que els usuaris descarreguessin material amb drets d'autor de WinMX o que tanquessin el programa. El 21 de setembre de 2005, la pàgina d'inici de WinMX i els servidors de memòria cau de Frontcode Technologies (servidors centrals essencials per a la xarxa de parells de WinMX) van quedar fora de línia.

### Resurrecció
El 23 de setembre de 2005, els usuaris van poder descarregar dos pegats no oficials per a WinMX des de dos llocs web no relacionats. Aquests pegats funcionaven modificant la cerca DNS que WinMX utilitza per trobar memòries cau d'iguals. Quan WinMX intenta trobar les memòries cau de peer de Frontcode Technologies, en comptes d'això, se li indica que busqui una de les noves memòries cau de peer configurades per les comunitats WinMX.
El 2008 es va publicar un nou pegat que coincidia amb el tercer aniversari de la data de llançament dels dos pegats anteriors. "WinMX Community Patch" va ser desenvolupat gràcies a la col·laboració entre un programador independent extern i les dues comunitats d’usuaris, que hi van contribuir amb proves i aportacions compartides. Sostingut i distribuït per ambdós grups, aquest pegat està dissenyat per substituir les versions anteriors utilitzades fins aleshores, que permeté que tots els usuaris es tornin a connectar a una única xarxa compartida de memòria cau d’iguals. Això va suposar la reunificació de la comunitat per primera vegada des del tancament oficial de WinMX l’any 2005.

### Atacs de xarxa
A partir del maig de 2011, la xarxa WinMX va patir un atac a nivell de protocol per part d'un desenvolupador de la comunitat (hacker del programa) descontent que no estava d'acord amb els que operaven la infraestructura de suport de la xarxa (fòrums de suport d'usuaris i operadors de memòria cau d'iguals). Com a resultat d'aquests atacs, les cerques de la xarxa WPNP retornaven resultats de consultes aleatòries (juntament amb resultats rellevants) que no estaven relacionats amb el terme específic cercat, i els usuaris tampoc podien rebre una llista completa de sales de xat. Es va configurar una llista de sales de xat de WinMX basada en web perquè els usuaris poguessin recuperar una llista completa de sales i també oferia la possibilitat d'afegir manualment sales de xat a la llista web. A més d'oferir una llista en directe de sales de xat, també oferia una solució amb un sol clic per unir-se a les sales de xat de WinMX a través de la mateixa pàgina web amb el WinMX Link Handler. Com s'ha esmentat anteriorment, els atacs a nivell de protocol han cessat i la xarxa ha estat funcionant amb normalitat, tot i que amb una reducció d'usuaris de la xarxa; actualment és massa aviat per avaluar el percentatge d'usuaris "perduts", però sens dubte supera els diversos milers i pot servir d'alerta per a altres xarxes P2P que tenen debilitats de protocol que es poden explotar.

### Tixati i Fopnu
El 2009, Kevin Hearn va llançar Tixati, un programa gratuït per compartir fitxers P2P sense anuncis basat en el protocol BitTorrent, millorat amb una funció de canals on els usuaris poden xatejar, compartir llistes d'enllaços web i multimèdia, reproduir àudio i vídeo en temps real, amb totes les comunicacions xifrades.
El 2017, Kevin Hearn va llançar Fopnu, un client i una xarxa amb algunes similituds amb WinMX. Fopnu és una xarxa descentralitzada amb els últims avenços en tecnologia P2P, UDP pur i amb totes les comunicacions xifrades. El client de programari gratuït i sense anuncis inclou sales de xat, llista de contactes (amb missatges privats), finestres de cerca, navegació per la biblioteca d'un contacte i creació de grups de contactes (per controlar l'accés a la vostra biblioteca). Compartir grans quantitats de fitxers és molt més fàcil (que crear molts fitxers Torrent) i té molt poca despesa de recursos en general.

## Funció
Hi ha un límit superior a la mida dels fitxers que es poden compartir: 2 GB. Aquesta decisió de disseny va ser mantenir la compatibilitat amb Windows 98. El programa també s'executa en Windows XP, Windows Vista, Windows 7, Windows 8 i Windows 10, sempre que hi hagi les biblioteques d'execució de Microsoft C++ pertinents. Funciona a Linux sota Wine.
Per començar, els usuaris es connecten a la xarxa WinMX Peer Network (WPN) com a usuari principal o secundari. La majoria de les funcions de la WPN estan disponibles per a tots dos usuaris, però els usuaris principals necessiten gastar més amplada de banda, solen tenir millors connexions i tenen la capacitat d'allotjar sales de xat. Els usuaris secundaris utilitzen molt poc amplada de banda inactiu, però la seva connexió prolongada a la xarxa no sempre és estable.

### Compartir fitxers a WinMX
Els usuaris de WinMX poden compartir gairebé qualsevol mena de fitxer mitjançant la xarxa. Els tipus de fitxer més comuns, com ara àudio, vídeo, imatges i fitxers d'arxiu, estan disponibles per defecte, i tots els altres es poden configurar a la configuració del programa. El WinMX té una restricció de mida de fitxer que limita els fitxers compartits a 2 GB. Un usuari només pot compartir 5.000 fitxers visibles per a una connexió primària (es desconeix si es compartirien altres fitxers, però no es llistarien) i 3.000 fitxers (màxim enviats a la primària) per a una connexió secundària. Aquestes limitacions no s'apliquen als servidors OpenNap.

### Cerca de fitxers
Els usuaris poden cercar gairebé qualsevol fitxer a WinMX. Quan un usuari envia una cerca, la cerca es distribueix per tota la xarxa. Si es troba un fitxer, el hash del fitxer juntament amb l'adreça IP i els detalls del node principal de l'usuari amb el fitxer s'envia a l'usuari que ha fet la cerca. Les cerques també es poden fer amb hashes en lloc de paraules i números.

### Xat
WinMX ofereix la possibilitat d’allotjar sales de xat mitjançant la seva funció integrada de xat. Algunes d’aquestes sales estan dedicades exclusivament a la conversa, d’altres a l’intercanvi d’arxius, i també n’hi ha que combinen ambdues funcions. En el seu moment de màxima activitat, la xarxa acollia entre 1.500 i 2.000 sales de xat simultànies, repartides en una gran varietat d’idiomes. A més, WinMX permet als usuaris enviar-se missatges privats, independentment de si es troben a la mateixa sala de xat o si estan intercanviant fitxers entre ells. Aquesta funció, però, es pot restringir fàcilment mitjançant la configuració, que permet bloquejar missatges d’usuaris no desitjats. Les sales de xat també poden ser allotjades en idiomes diversos més enllà de l’anglès, com ara el japonès, l’alemany, el francès o l’italià.

### OpenNap
WinMX va començar com un programa d'igual a igual que es connectava als servidors d'OpenNap. Encara es pot connectar a molts servidors OpenNap. Aquests servidors permeten als usuaris connectar-se a una base d'usuaris més àmplia i també rebre molts més resultats de cerca. Dos avantatges d'executar OpenNap són la possibilitat de tenir una llista permanent d'amics anomenada llista d'amics preferits i la possibilitat de mostrar un nombre il·limitat de fitxers per compartir.

### Traduccions
El WinMX és natiument anglès, però es poden instal·lar fitxers d'idioma per traduir menús als següents idiomes: xinès, neerlandès, finès, francès, alemany, grec, hongarès, italià, japonès, noruec, polonès, portuguès, rus, sard, castellà i suec. Un bon nombre de sales de xat són en alemany, neerlandès o italià.
El 2002, l'Associació de la Indústria Discogràfica del Japó va publicar un informe que va trobar que el 84% dels japonesos que havien utilitzat programari per compartir fitxers van declarar utilitzar WinMX, principalment per compartir mp3 de J-pop. WinMX va continuar sent el principal client de compartició de fitxers al Japó fins que va ser superat per Winny i LimeWire el 2007. Fins i tot el 2013, Palo Alto Networks va descobrir que WinMX era la sisena xarxa més popular del Japó.

## Programes de tercers
A més del programa i els pegats, els desenvolupadors i els usuaris del WinMX van crear programes de tercers per millorar la funció de la sala de xat o per controlar la càrrega per part d'altres companys.

### Xat
La major part del programari va ser creat per desenvolupadors externs per al seu ús a les sales de xat de WinMX. Inclouen bots, servidors per allotjar sales i complements. Els bots es feien servir a les sales de xat per fer-les més animades, introduir jocs, moderar usuaris, mantenir llistes dels fitxers que té un usuari d'una sala de xat i més. Altres complements realitzaven funcions automàtiques, com ara mostrar els fitxers de música que s'estaven reproduint actualment a l'ordinador de l'usuari i ajudar a publicar imatges ASCII en color a les sales.
Els servidors de xat de tercers s'utilitzaven principalment per allotjar sales de xat a la xarxa. Això es deu a la millora dels sistemes d'administració en servidors de tercers, així com a la capacitat d'allotjar una sala de xat sense haver d'utilitzar el client WinMX. Alguns clients de xat de tercers també contenien dreceres o menús útils per facilitar l'administració d'un canal. Per a usuaris normals, es podrien utilitzar clients de xat o el mateix client WinMX per veure sales independentment del servidor. També hi havia disponibles llistes web de la sala de xat.

### Gestors de pujades
Els gestors de càrrega (MxMonitor i Leechhammer) es poden utilitzar per controlar la velocitat de càrrega dels peers i poden bloquejar la descàrrega de certs tipus de peers, inclosos els que no comparteixen cap fitxer.

## Clients de substitució
Un projecte inicial anomenat WinPY va intentar crear un client WinMX de codi obert de substitució. El projecte WinPY va ser el projecte de client de substitució amb més èxit, ja que es va publicar una versió alfa preliminar amb funcionalitats bàsiques limitades; tanmateix, es va estancar ràpidament a causa de la manca d'interès. També hi ha hagut diversos intents d'iniciar nous projectes per crear clients de substitució, però la majoria s'han estancat abans de publicar res completament acabat. Un projecte anunciat en un lloc web important de la comunitat WinMX estava previst inicialment que es publiqués el novembre de 2012, però hi va haver molts retards en la seva publicació a causa de la manca de suport de programació qualificat. El projecte finalment es va publicar per als provadors públics com a versió beta el 22 de setembre de 2013, i sota un nou nom (OurMx) prometent que es continuarien fent més llançaments abans d'un llançament formal per al client.